# Survivor: Маркизские острова
Survivor: Маркизские острова — четвёртый сезон американского реалити-шоу Survivor, который был показан по телеканалу CBS в первой половине 2002 года. Ведущей постфинального шоу стала известная американская телеведущая Рози О’Доннелл. Победительницей игры стала офис-менеджер из Портленда Весепия Тауэри, обыгравшая в финале студентку из Юты Неле Деннис со счетом 4-3.
Участники были разделены на два племени: Марааму («южный ветер» по-маркизски) и Роту («дождь» по-маркизски), позднее объединились в племя Солианту (название придумано Кэти Ваврик-О’Брайен и Робом Мариано, обозначает «тайный союз солнца»).

## Интересные факты
- Маркизские острова были запасным вариантом организаторов. Основным местом для проведения шоу была Иордания, однако из-за террористических атак 11 сентября и нестабильной обстановкой на Среднем Востоке от него были вынуждены отказаться.
- Первый раз в шоу участникам не выдали в начале никаких запасов (спичек, еды, воды).
- Также впервые в игре участник, выигравший персональный иммунитет мог передать его любому другому участнику.
- Был придуман и новый способ решения при ничьей. В случае, если количество голосов совпадало, то все участники, кроме обладателя персонального иммунитета (даже те, против которых не были поданы голоса), должны были тянуть жребий. Участник, которому доставался фиолетовый камень, покидал игру. Паскаль Инглиш стал первым (и единственным) участником, покинувшем игру таким способом. Больше этот метод в последующих сезонах не применялся.

## Участники
| Участник                                       | Первоначальные племена | Смешанные племена | Объединённое племя | Выбыл                                      | Всего голосов |
| ---------------------------------------------- | ---------------------- | ----------------- | ------------------ | ------------------------------------------ | ------------- |
| Весепия Тауэри 36, Офис-менеджер               | Марааму                | Роту              | Солианту           | Победитель                                 | 2             |
| Гэбриел Кэйд 23, Бармен                        | Роту                   | Роту              |                    | Выбыл пятым День 15                        | 7             |
| Джина Крюс 28, Гид                             | Марааму                | Марааму           |                    | Выбыла шестой День 18                      | 3             |
| Джон Кэрролл 36, Медбрат                       | Роту                   | Роту              | Солианту           | Выбыл восьмым 1-й член жюри День 24        | 8             |
| Зоэ Занидакис 35, Капитан рыболовного судна    | Роту                   | Роту              | Солианту           | Выбыла девятой 2-й член жюри День 27       | 8             |
| Кэти Ваврик-О’Брайен 47, Агент по недвижимости | Роту                   | Марааму           | Солианту           | Выбыла четырнадцатой 7-й член жюри День 38 | 5             |
| Неле Деннис 21, Студентка                      | Роту                   | Марааму           | Солианту           | Финалист                                   | 4             |
| Паскаль Инглиш 56, Судья                       | Роту                   | Марааму           | Солианту           | Выбыл тринадцатым 6-й член жюри День 37    | 0             |
| Патрисия Джексон 49, Сборщик грузовиков        | Марааму                |                   |                    | Выбыла второй День 6                       | 5             |
| Питер Харки 44, Владелец боулинг-клуба         | Марааму                |                   |                    | Выбыл первым День 3                        | 5             |
| Роб Мариано 25, Строитель                      | Марааму                | Роту              | Солианту           | Выбыл седьмым День 21                      | 8             |
| Роберт ДеКанио 38, Водитель лимузина           | Роту                   | Роту              | Солианту           | Выбыл одиннадцатым 4-й член жюри День 33   | 6             |
| Сара Джонс 24, Менеджер по работе с клиентами  | Марааму                | Марааму           |                    | Выбыла четвёртой День 12                   | 11            |
| Тэмми Лейтнер 29, Репортер                     | Роту                   | Роту              | Солианту           | Выбыла десятой 3-й член жюри День 30       | 5             |
| Хантер Эллис 33, Пилот самолёта                | Марааму                |                   |                    | Выбыл третьим День 9                       | 4             |
| Шон Ректор 30, Учитель                         | Марааму                | Роту              | Солианту           | Выбыл двенадцатым 5-й член жюри День 36    | 7             |

## История голосования
|            | Первоначальные племена | Первоначальные племена | Первоначальные племена | Смешанные племена | Смешанные племена   | Смешанные племена | Объединенное племя | Объединенное племя | Объединенное племя | Объединенное племя | Объединенное племя | Объединенное племя | Объединенное племя    | Объединенное племя | Объединенное племя | Объединенное племя  |
| ---------- | ---------------------- | ---------------------- | ---------------------- | ----------------- | ------------------- | ----------------- | ------------------ | ------------------ | ------------------ | ------------------ | ------------------ | ------------------ | --------------------- | ------------------ | ------------------ | ------------------- |
| # эпизода: | 1                      | 2                      | 3                      | 4                 | 5                   | 6                 | 7                  | 8                  | 9                  | 10                 | 11                 | 12                 | 13                    | 13                 | 13                 | 13                  |
| Выбыл:     | Питер 5/8 голосов      | Патрисия 4/7 голосов   | Хантер 4/6 голосов     | Сара 4/5 голосов  | Гэбриел 7/8 голосов | Джина 3/4 голосов | Роб 7/10 голосов   | Джон 6/9 голосов   | Зоэ 7/8 голосов    | Тэмми 5/7 голосов  | Роберт 5/6 голосов | Шон 3/5 голосов    | Паскаль 0/0 голосов 1 | Кэти 1 голос       | Неле 3/7 голосов   | Весепия 4/7 голосов |
|            |                        |                        |                        |                   |                     |                   |                    |                    |                    |                    |                    |                    |                       |                    |                    |                     |
| Весепия    | Сара                   | Патрисия               | Хантер                 |                   | Гэбриел             |                   | Роб                | Джон               | Зоэ                | Тэмми              | Роберт             | Неле               | Неле                  |                    | Победитель         | Победитель          |
| Джина      | Питер                  | Сара                   | Сара                   | Сара              |                     | Кэти              |                    |                    |                    |                    |                    |                    |                       |                    |                    |                     |
| Патрисия   | Питер                  | Сара                   |                        |                   |                     |                   |                    |                    |                    |                    |                    |                    |                       |                    |                    |                     |
| Питер      | Патрисия               |                        |                        |                   |                     |                   |                    |                    |                    |                    |                    |                    |                       |                    |                    |                     |
| Роб        | Питер                  | Патрисия               | Хантер                 |                   | Гэбриел             |                   | Джон               |                    |                    |                    |                    |                    |                       |                    |                    |                     |
| Сара       | Питер                  | Патрисия               | Хантер                 | Кэти              |                     |                   |                    |                    |                    |                    |                    |                    |                       |                    |                    |                     |
| Хантер     | Питер                  | Сара                   | Сара                   |                   |                     |                   |                    |                    |                    |                    |                    |                    |                       |                    |                    |                     |
| Шон        | Сара                   | Патрисия               | Хантер                 |                   | Гэбриел             |                   | Джон               | Джон               | Зоэ                | Тэмми              | Роберт             | Неле               |                       |                    |                    | Весепия             |
| Гэбриел    |                        |                        |                        |                   | Роб                 |                   |                    |                    |                    |                    |                    |                    |                       |                    |                    |                     |
| Джон       |                        |                        |                        |                   | Гэбриел             |                   | Роб                | Шон                |                    |                    |                    |                    |                       |                    |                    | Весепия             |
| Зоэ        |                        |                        |                        |                   | Гэбриел             |                   | Роб                | Джон               | Роберт             |                    |                    |                    |                       |                    | Неле               |                     |
| Кэти       |                        |                        |                        | Сара              |                     | Джина             | Зоэ                | Джон               | Зоэ                | Тэмми              | Роберт             | Шон                | Неле                  |                    | Неле               |                     |
| Неле       |                        |                        |                        | Сара              |                     | Джина             | Роб                | Джон               | Зоэ                | Тэмми              | Роберт             | Шон                | Кэти                  | Кэти               |                    |                     |
| Паскаль    |                        |                        |                        | Сара              |                     | Джина             | Роб                | Джон               | Зоэ                | Тэмми              | Роберт             | Шон                | Кэти                  |                    | Неле               |                     |
| Роберт     |                        |                        |                        |                   | Гэбриел             |                   | Роб                | Шон                | Зоэ                | Весепия            | Шон                |                    |                       |                    |                    | Весепия             |
| Тэмми      |                        |                        |                        |                   | Гэбриел             |                   | Роб                | Шон                | Зоэ                | Весепия            |                    |                    |                       |                    |                    | Весепия             |

^ 1 Голоса разделились между Кэти и Неле. В результате, по новым правилам игры, все, кроме Весепии (обладавшей персональным иммунитетом) пришлось тянуть жребий. Паскаль вытащил роковой фиолетовый камень и покинул игру, не получив против себя ни одного голоса. 